# BMC Invitation 1973
Il BMC Invitation 1973 è stato un torneo di tennis giocato su campi in sintetico indoor. È stata la 3ª edizione del torneo, che fa parte del Virginia Slims Circuit 1973. Si è giocato a Oakland negli USA dal 16 al 20 gennaio 1973.

## Campionesse

### Singolare
Margaret Court ha battuto in finale  Kerry Melville con il punteggio di 6–3, 6–3

### Doppio
Margaret Court /  Lesley Hunt hanno battuto in finale  Wendy Overton /  Valerie Ziegenfuss con il punteggio di 6–1, 7–5